# Juan José Jiménez Collar
Juan José Jiménez Collar (Cádiz, Andalucía, 27 de julio de 1957), conocido deportivamente como Juan José, es un exfutbolista español que jugaba de lateral derecho y desarrolló la mayor parte de su carrera en el Cádiz C. F. y el Real Madrid.
Fue apodado «Sandokán» por su parecido físico al protagonista homónimo creado por el escritor italiano Emilio Salgari.

## Trayectoria
Juan José Jiménez Collar nació en Cádiz, en el barrio de Astilleros, donde pasaría toda su infancia. Desde muy pequeño se interesó por el fútbol. El primer equipo en el que jugó federado fue el Regina Pacis. Fue en este pequeño equipo de cantera donde ojeadores del Cádiz C. F. se interesaron por él, y lo incorporaron a sus categorías inferiores. No empezó jugando como lateral, sino como interior e incluso extremo diestro, fue precisamente en las categorías inferiores del equipo gaditano donde comenzó a jugar de lateral derecho.
Tras dos temporadas en el Cádiz C. F. «B», en la segunda de las cuales ya iba entrenando con el primer equipo, el club decide cederlo, en la temporada 77-78, al Jerez Industrial C. F., que jugaba en Tercera División. La temporada siguiente, al no conservar el Cádiz la categoría, el entrenador del primer equipo, Roque Olsen decide repescarlo.
Juan José se convertiría en titular indiscutible de la banda derecha cadista, durante tres temporadas. Pero fue la temporada 1980-81 en la que explotó de forma definitiva. Disputó 33 encuentros, contribuyendo a coronar una excelente temporada que culminó con el ascenso en Elche.
Al año siguiente, ahora en Primera División, disputó 35 partidos y marcó dos goles, que no fueron suficientes para evitar el descenso de categoría. Varios clubes empezaron a disputarse su incorporación. Finalmente fue el Real Madrid el que se hizo con los servicios del gaditano.
La primera temporada en el Real Madrid vistió la camiseta merengue en 31 partidos en liga, además de la Copa del Rey y la Recopa. Sin embargo, aquel año pasó a la historia del Real Madrid como la temporada de las cinco finales. Y es que los blancos perdieron cinco títulos en la final o en el último partido. La siguiente temporada el entrenador, Alfredo Di Stéfano siguió contando con el futbolista, pero redujo el ritmo de partidos. 	
En la temporada 84-85 no contaba apenas con oportunidades, su club, levantaba los títulos de la Copa de la UEFA y la Copa de la Liga. Al finalizar el contrato con la entidad madrileña, Ramón Mendoza, que había tomado la presidencia decidió no renovarlo.
Parecía que Juan José se marcharía al Real Betis, pero a última hora su representante le falló, y el gaditano se quedó sin equipo, teniendo que entrenarse por su cuenta. En ese momento, y cuando parecía que la temporada estaba ya perdida. La peña Enrique Mateos, una de las más antiguas del Cádiz C. F., recogió firmas para que Juan José volviera al club gaditano. La presión popular pudo, y Manuel Irigoyen reincorporó a Juan José, con un contrato por dos temporadas, que se iría prolongando en el tiempo.
En su última temporada como cadista, marcó el penalti definitivo de la promoción contra el C. D. Málaga, y que sumado a la parada posterior de József Szendrei, permitieron al Cádiz mantenerse en primera división. El club no quiso renovar al futbolista y Juan José intentó buscar acomodo en otro equipo. Estuvo a punto de firmar por el C. A. Marbella, que aquel año jugaría en Segunda División, pero finalmente la operación no se realizó. Tras esto, y después de trece temporadas como profesional, Juan José prefirió retirarse.

## Selección nacional
Fue convocado cuatro veces con la selección absoluta española, que estaba inmersa en plena fase de preparación para la Copa Mundial de 1982, pero en todas estuvo de suplente sin llegar a jugar. A pesar de formar parte de una primera selección de cuarenta jugadores, finalmente no entró entre los veintidós que representaron a España en su mundial.
Ya posteriormente llegaron los partidos con la selección absoluta, de la mano de Miguel Muñoz disputó cuatro partidos valederos para la clasificación de la Eurocopa de 1984
| Fecha                   | Partido              | Resultado | Sede     |
| ----------------------- | -------------------- | --------- | -------- |
| 27 de octubre de 1982   | España- Islandia     | 1-0       | Málaga   |
| 17 de noviembre de 1982 | Irlanda- España      | 3-3       | Dublín   |
| 16 de febrero de 1983   | España- Países Bajos | 1-0       | Sevilla  |
| 27 de abril de 1983     | España- Irlanda      | 2-0       | Zaragoza |

## Clubes
| Club             | País   | Periodo   | Liga PJ (G) |
| ---------------- | ------ | --------- | ----------- |
| Cádiz C. F. «B»  | España | 1975-1977 |             |
| Jerez Industrial | España | 1977-1978 |             |
| Cádiz C. F.      | España | 1978-1982 | 109 (2)     |
| Real Madrid      | España | 1982-1985 | 49 (0)      |
| Cádiz C. F.      | España | 1985-1991 | 152 (0)     |

## Palmarés

### Campeonatos nacionales
| Título          | Club        | País   | Año  |
| --------------- | ----------- | ------ | ---- |
| Copa de la Liga | Real Madrid | España | 1985 |

### Copas internacionales
| Título          | Club        | País   | Año  |
| --------------- | ----------- | ------ | ---- |
| Copa de la UEFA | Real Madrid | España | 1985 |